# Isopedella inola carinatula
Isopedella inola là một phân loài nhện trong họ Sparassidae.
Loài này thuộc chi Isopedella. Isopedella inola carinatula được Embrik Strand miêu tả năm 1913.